# Hasankeyf (district)
Hasankeyf is een Turks district in de provincie Batman en telt 7.207 inwoners (2007). Het district heeft een oppervlakte van 530,0 km².

## Bevolking
De bevolkingsontwikkeling van het district is weergegeven in onderstaande tabel.'
| 1997  | 2000  | 2007  |
| ----- | ----- | ----- |
| 9.576 | 7.493 | 7.207 |